# Mangarap Ka
Mangarap Ka é uma telenovela filipina produzida e exibida pela ABS-CBN, cuja transmissão ocorreu em 2004.